# Working Men
Working Men – kompilacja kanadyjskiego tria progresywnego Rush wydana 13 listopada 2009 roku w Europie i 17 listopada 2009 roku w Stanach Zjednoczonych zarówno na CD jak i DVD. Kompilacja składa się z utworów wykonywanych na żywo podczas Vapor Trails Tour, R30: 30th Anniversary Tour oraz Snakes & Arrows Tour.

## Lista utworów
| Nr  | Tytuł utworu                                                    | Oryginalny album (data)    | Długość |
| --- | --------------------------------------------------------------- | -------------------------- | ------- |
| 1.  | „Limelight” (Snakes & Arrows Live (2008))                       | Moving Pictures (1981)     | 4:51    |
| 2.  | „The Spirit of Radio” (R30: 30th Anniversary World Tour (2005)) | Permanent Waves (1980)     | 5:07    |
| 3.  | „2112:Overture/The Temples of Syrinx” (Rush in Rio (2003))      | 2112 (1976)                | 6:52    |
| 4.  | „Freewill” (Snakes & Arrows Live)                               | Permanent Waves (1980)     | 5:45    |
| 5.  | „Dreamline” (R30)                                               | Roll the Bones (1991)      | 5:13    |
| 6.  | „Far Cry” (Snakes & Arrows Live)                                | Snakes & Arrows (2007)     | 5:23    |
| 7.  | „Subdivisions” (R30)                                            | Signals (1981)             | 5:58    |
| 8.  | „One Little Victory” (R30)                                      | Vapor Trails (2002)        | 5:26    |
| 9.  | „Closer to the Heart” (Rush in Rio)                             | A Farewell to Kings (1977) | 3:22    |
| 10. | „Tom Sawyer” (Snakes & Arrows Live)                             | Moving Pictures (1981)     | 5:34    |
| 11. | „Working Man” (R30)                                             | Rush (album) (1974)        | 5:38    |
| 12. | „YYZ” (Rush in Rio)                                             | Moving Pictures (1981)     | 4:49    |
|     |                                                                 |                            | 1:03:58 |